# Либерална партија Црне Горе
Либерална партија Црне Горе (ЛП ЦГ) је суверенистичка либерална политичка странка која је до промјене власти 2020. била саставни дио владајуће структуре у Црној Гори. Либерална Партија чланица је Либералне интернационалне и Савез либерала и демократа за Европу. Њен предсједник је Андрија Поповић.
Политичка странка је основана у Подгорици 2004. године након Афере Трстено и раскола у Либералном савезу Црне Горе којом приликом је из исте искључен њен дотадашњи лидер Миодраг Живковић, а из чијег мањег дијела чланова је ЛП ЦГ махом састављен. Настављајући идеологију независне Црне Горе, Либерална партија се удружује са владајућим странкама и осталима у Блоку за независну Црну Гору пред референдум 2006. године, који се завршава тијесном побједом опције за независност. На првим парламентарним изборима у независној црногорској држави, наступа у коалицији са новооснованом Бошњачком странком, како би осигурала прелаз цензуса и пустила представнике бошњачког народа у парламент, јер мањинска права од свих уживају само Албанци. Како је БС-у дала два загарантована мјеста, а освојила 3, доживјела је незавидан успјех једва ушавши у парламент са само једним јединим послаником.
У складу са својом идеологијом по језичком питању постојања јединственог црногорског језика и одвојености цркве од државе, подржава парламент 2007. године у усвајању новог устава који је прогласио овај језик за званични. Једина је опозициона странка у цијелој опозицији која није била дио парламентарне коалиције „Удружена опозиција“, и често је оптуживана да је за разлику од ЛСЦГ-а, значајно прорежимска. У складу са својом политиком о постојању неоспорно засебне црногорске народности, па тако и подржава законска усмјеравања ка томе, као нпр. легализација невладине организације Матица црногорска и њено претварање у службену институцију.
Либерална партија Црне Горе се залагала за потпуну неутралност Црне Горе у војном и спољнополитичком смислу, али је недавно коначно пристала на чланство у НАТО пакт, али под истим посебним условима с којима је Исланд завршио атлантске интеграције. ЛП ЦГ строго подржава европске интеграције Црне Горе и често критикује власт да лошим принципима стријеми ка Европској унији. Залагала се за принцип немијешања у сувереност других држава, а послије једнострано проглашене независности Косова, захтијевала да Црна Гора буде посљедња држава на земаљској кугли која ће признати ту независност, ипак је прихватајући као реалност. ЛП је подржала масовне демонстрације против одлуке Владе Црне Горе да призна нелегалну независност Косова, али се строго оградила од грађанских немира који су накнадно наступили.
Пред парламентарним изборима 2009., преговарала је са Социјалистичком народном партијом Црне Горе о уједињеној опозиционој листи, али ју је одбила, тврдећи да ће опозицији бити корисније ако шаролика иде у више листа а не заједно и зато што не постоји консензус око тога што радити послије збацивања власти коалиције Мила Ђукановића, што је довело до распаду таквих преговора. На изборе иде у коалицију са новоформираним Демократским центром Црне Горе, који је настао од дисидената из Покрета за промјене, у којој је прихватила улогу мањег коалиционог партнера, али коалиција није прешла цензус, тако да Либерална партија Црне Горе није добила ниједно посланичко место у црногорској Скупштини.
На парламентарним изборима 2012. ЛП је потпуно изненадно склопила споразум са владајућим ДПС-ом и пришла је коалицији Европска Црна Гора. Овог пута успева да уђе у Скупштину, добивши једног посланика и мјесто шефа управе за спорт за свог лидера Андрију Поповића.
У свом предизборном програму Либерална партија се заложила за законску декриминализацију марихуане, легализацију проституције као и за ЛГБТ људска права, чиме је по први пут покренула ове контроверзне теме у црногорској политици.
Либерална партија Црне Горе је једна од двије црногорске странке које не крију симпатије према контроверзној организацији Црногорска православна црква, односно донедавно једина опозициона партија са таквим убјеђењима.